# Редьки (Молодечненський район)
Редьки (біл. вёска Рэдзькі) — село в складі Молодечненського району Мінської області, Білорусь. Село підпорядковане Лебедівській сільській раді, розташоване в західній частині області.